# Буто (Ляншань)
Буто́ (кит. упр. 布拖, пиньинь Bùtuō) — уезд Ляншань-Ийского автономного округа провинции Сычуань (КНР). Название уезда является словом из языка народности и.

## История
Уезд был создан в 1955 году. В 1960 году уезд Буто был объединён с уездом Пугэ, но в 1962 году был выделен в отдельный уезд вновь.

## Административное деление
Уезд Буто делится на 3 посёлка и 27 волость.

## Культура
В уезде регулярно проводятся фестивали народа и, в ходе которых девушки демонстрируют свои серебряные украшения и традиционные костюмы.